# Söglingen
Söglingen ist ein Ortsteil der Gemeinde Altheim (Alb) im Alb-Donau-Kreis in Baden-Württemberg. Der Ort liegt circa einen Kilometer südlich von Altheim/Alb und ist über die Kreisstraße 7311 zu erreichen.

## Geschichte
Söglingen wird im 12. Jahrhundert erstmals überliefert. Im Jahr 1385 kam das Dorf in den Besitz der Reichsstadt Ulm. Grundherr des oberen Weilers war die Stadt Ulm, des unteren Weilers das Kloster Söflingen.